# Schiedeella chartacea
Schiedeella chartacea là một loài thực vật có hoa trong họ Lan. Loài này được L.O. Williams miêu tả khoa học đầu tiên năm 1946.